# Paratropeza brandti
Paratropeza brandti là một loài ruồi trong họ Tachinidae.